# El Valle (metro de Caracas)
"El Valle" es el nombre que se le da a una de las estaciones de la línea tres del Metro de Caracas, el nombre es homónimo del populoso sector en donde se encuentra la estación al sur de la ciudad, en sus alrededores se encuentra el "Centro Comercial El Valle", la Plaza Bolívar, y la Iglesia Nuestra Encarnación del Valle.
Desde esta estación existen dos extensiones, la perteneciente a la línea 3, la cual ya fue concluida, y la extensión para la futura línea 7 que sigue en proyecto.
La primera extensión desde esta estación cuenta con dos fases: la primera fase que fue inaugurada el 15 de octubre de 2006, en un viaje por vía única temporal desde esta estación hasta la La Rinconada ubicada en las cercanías del Hipódromo y del Poliedro de Caracas, partiendo desde esta estación un tren hasta La Rinconada en donde el Metro se conecta con la Estación Terminal Caracas "Libertador Simón Bolívar" del Sistema Ferroviario Caracas - Tuy Medio y la segunda fase que consistió en la inauguración de las estaciones el 10 de enero de 2010.
El 23 de diciembre de 2009, con motivo de las pruebas del tramo completo, el tren proveniente de Plaza Venezuela realiza un recorrido directo por la línea 3. Este se detenía en el andén que era utilizado para la limpieza y descanso de trenes (andén de desembarque o vía 1), maniobraba hacia la cola de maniobras de El Valle y se devolvía dirección Plaza Venezuela. Los pasajeros que desembarcan en esta estación, lo hacen de manera normal, y los pasajeros con destino hasta la estación La Rinconada ya no realizan transbordo de trenes, lo que permitió que la espera de trenes bajara a 20 minutos y la aglomeración de usuarios en los andenes. Ya inauguradas las estaciones con sus dos vías, la línea 3 comenzó a operar de manera directa, reduciendo el tiempo de espera a 4,40 minutos. 
Cabe destacar, que anteriormente el funcionamiento de la línea entre El Valle - La Rinconada se estuvo realizando desde un andén paralelo el cual estaba destinado a la línea 7 que aún sigue en proyecto y que actualmente es sustituida por el bus caracas. 

## Estructura de la estación
La estación posee dos accesos, que se encuentran en la avenida Intercomunal.
Posee dos niveles; el nivel "Mezzanina" o Primer Nivel, consta de la boletería, y el acceso a los andenes, asimismo posee escaleras eléctricas, además posee una variedad de locales comerciales o publicitarios. En el segundo nivel, o nivel andenes, consta de dos andenes laterales. Paralelo a este se encuentran dos vías, una, como se había citado fue utilizada para el viaje que se realizaba con transbordo desde esa estación hasta la estación La Rinconada, pero actualmente es utilizada para el reposo de trenes (vía 4). La otra, también se encuentra fuera de servicio, y se planeó que ambas vías funcionaran para la conexión de "San José" (vía 3), pero dicho proyecto fue sustituido por el BusCCS, aunque la futura conexión por cambiavías se encuentra abierta pero clausurada con bloques de concreto y dicha conexión se planteó para que los trenes del tramo San José- La Rinconada los sirviera el foso de inspección de El Valle. 
En la estación también se encuentra un punto de circulación de MetroBús.
Asimismo en un futuro esta estación, será la conexión o acceso a otro proyecto de Metro Cable, previstas dos estaciones: "El Cementerio" - "Los Rosales". 
- Datos: Q5801828
- Multimedia: El Valle (Caracas Metro) / Q5801828